# Clarence, der schielende Löwe
Clarence, der schielende Löwe ist ein US-amerikanischer Spielfilm aus dem Jahr 1965. Regie führte Andrew Marton. Die ab 1966 produzierte populäre US-amerikanische Fernsehserie Daktari fußt auf dieser Geschichte, in der Clarence zum ersten Mal auftrat. Marshall Thompson als Dr. Marsh Tracy und Cheryl Miller als seine Tochter Paula wirkten in der Fernsehserie ebenfalls mit.

## Handlung
Dr. Marsh Tracy ist der Leiter eines jungen Teams von Mitarbeitern, zu denen auch seine Tochter Paula gehört. Zusammen bewohnen sie ein Blockhaus im Zentrum seines Arbeitsgebietes, der Wameru-Buschstation. Er hat es sich zur Aufgabe gemacht, das Verhalten der Tiere in der Wildnis Afrikas zu beobachten und kranken Tieren zu helfen. Eines Tages wird ihm von seinen Mitarbeitern von einem Löwen berichtet, der kein anderes Tier angreift, auch nicht, wenn es in seiner unmittelbaren Nähe ist. Dr. Tracy will diesem ungewöhnlichen Verhalten nachgehen und begibt sich mit seiner Tochter Paula und einem Mitarbeiter und einem großen Stück Fleisch zum Anlocken zu der Stelle, wo der Löwe zuletzt gesichtet wurde. Tatsächlich nähert er sich dem Fleischbrocken. Dr. Tracy schaut durch sein Fernglas und stellt fest, dass der Löwe auf beiden Augen stark schielt. Das ist auch der Grund, warum er nicht jagen kann. Tracy hat etwas ins Fleisch getan, damit die Großkatze erst einmal ein wenig einschlummert. Er will den Löwen mit zur an sein Haus angrenzenden Tierstation nehmen.
Zu Dr. Tracys Freude erhält er Besuch von der Anthropologin Dr. Julie Harper, die die Arbeit ihres verstorbenen Mannes weiterführt. Sie hat Paula ein Kleid mitgebracht, das die junge Frau sofort voller Freude anprobiert. Julie Harper unterhält sich derweil mit Dr. Tracy über ihre Gorillas, deren Verhalten sie erforscht und denen ihre ganze Liebe gilt. Sie wohnt deshalb mitten unter ihnen in einem abgelegenen Camp. Als Paula später den Löwen mit Fleisch füttert, hat sie ein Buch mitgebracht, in dem sie nach einem passenden Namen für ihn sucht. Sie beschließt dann, ihn Clarence zu nennen, da er auf diesen Namen offensichtlich freudig reagiert. Anderentags will Julie zurück ins Camp fahren. Ihr treuer Begleiter ist Doris, ein Schimpanse. Paula äußert gegenüber ihrem Vater, dass sie sich Sorgen um Julie mache, da sie so allein sei in ihrem ungeschützten Lager. Dr. Tracy meint jedoch, dass da niemand sei außer den Gorillas, was denn da gefährlich sein solle? Julie wird jedoch schon von zwei Tierfängern, die sich in den hohen Bäumen versteckt haben, beobachtet. Einige Zeit später besucht Carter, ein Mann der Regierung, der mit seinen Männern den Tierfängern das Handwerk legen will, den Doktor. Er erzählt ihm von Gregory, dem Anführer dieser Bande. Gregory wurde am Ufer des Ulenzi-Flusses ganz in der Nähe von Julies Camp gesehen. Carter hat die Information erhalten, dass Gregory in der Gegend so viele Gorillas einfangen will, wie er kriegen kann. Da Carter Gregory und seine Söldnertruppe mit seinen Askaris umzingeln und dingfest machen will, soll Dr. Tracy dafür sorgen, dass Julie das Camp verlässt, um jeder Gefahr zu entgehen. Dr. Tracy schafft es jedoch nicht, die mutige Frau dazu zu bewegen, ihre provisorische Unterkunft zu verlassen und mit in sein Haus zu kommen. Julie meint nur, sie werde doch ihre Gorillas nicht gerade jetzt im Stich lassen, da ihnen Gefahr drohe. Sie habe hart dafür gearbeitet, dass sie sich inzwischen frei zwischen ihnen bewegen könne, weil die Tiere ihr vertrauen würden. So bleibt Dr. Tracy bei ihr. Am anderen Morgen nehmen sie die Spur der Tierfänger auf. Julie macht den Vorschlag, eine provisorische Brücke über den Fluss hinweg zu errichten. Das könnte den Affen helfen, wenn sie von den Tierfängern in die Enge zum Fluss getrieben würden und dann nicht weiterwüssten. Sie meint noch, dass Gorillas das, wenn sie genügend Zeit hätten, selbst so praktizieren würden, um einen Fluss zu überwinden. Kaum sind die beiden fertig mit ihrem Werk, naht Gregory mit seinen Männern. Sie wollen die errichtete Brücke nun für ihre Zwecke nutzen. Geplant ist, die Tiere darüber zu treiben und dann am anderen Ende mit ausgelegten Netzen einzufangen. Zu den Tierfängern stoßen weitere Söldner, die von ihnen schon erwartet werden und sich damit entschuldigen, dass sie eben noch einen jungen Leoparden gejagt und erlegt hätten. Triumphierend schwenken sie das Fell des erlegten Tieres. Dr. Tracy weiß, dass seine Tochter und ein Helfer heute einen jungen Leoparden ausgesetzt haben, der in der Station aufgepäppelt wurde und nun zurück in die Wildnis sollte. Er erträgt das Gebaren der Männer nicht und greift sie an, aber es sind zu viele, sie schlagen ihn zusammen. Zum Glück trifft kurz darauf Carter mit einem Regierungstrupp ein, und es kommt zu einer wilden Schießerei, bei der einige der Söldner ihr Leben lassen. Der Rest wird festgenommen. Leider kann Gregory, der Anführer der Tierfängerbande, entkommen. Er rast mit seinem Jeep davon, im Auto ist Doris, der kleine Gorilla. Als er in ein Schlammloch gerät, hält er kurz an, um Gestrüpp zur Seite zu räumen und bemerkt nicht, dass Clarence, der sich von der Tierstation entfernt hat, auf die Plattform des Jeeps gesprungen ist. Als er ihn während der Weiterfahrt entdeckt, erschrickt er sich und fällt aus dem Wagen und verfängt sich mit seinem Stiefel in einer Kette, die hinten am Wagen hängt. Als sich das Fahrzeug der Stelle nähert, wo Dr. Tracy, Julie und die Ranger noch beraten, wie sie Gregory doch noch schnappen könnten, trauen sie ihren Augen kaum, als sie Clarence und Doris im Auto heranpreschen sehen und an einer Kette hinter dem Auto Gregory. Der Wagen umkreist sie mehrere Male. An einer Feuerstelle reißt die Kette und Gregory purzelt direkt vor die Füße der Ranger. Das Auto mit Clarence und Doris kommt erst eine ganze Weile später endlich zum Stehen. Marsh Tracy und Julie Harper wollen zu Paulas großer Freude von nun an zusammenbleiben und Clarence bekommt eine Brille.

## Produktion und Hintergrund
Gedreht wurde in den Greenwich Studios in Miami in Florida, USA (seinerzeit Ivan-Tors-Studios). Es handelt sich um eine Ivan Tors-Produktion. Der Kinoverleih des Films oblag Metro-Goldwyn-Mayer (MGM).
Die Erstaufführung des Films erfolgte am 14. April 1965 in Cincinnati, Ohio in den USA. Am 4. August 1965 lief er in New York in den Vereinigten Staaten an. In Deutschland lief der Film das erste Mal als TV-Premiere am 30. August 1991.
Der schielende Löwe Clarence war laut seines Trainers Ralph auch außerhalb der Serie verschmust. Er blieb bis zu seinem Tod im Jahr 1969 bei seinem Trainer. Clarence starb aufgrund seiner Fresslust an Verdauungsstörungen. Zur Zeit seines Todes befand er sich in seinem Käfig in Peoria im US-amerikanischen Bundesstaat Illinois.
Dem Film folgte die von 1966 bis 1969 von dem amerikanischen Tierfilmer Ivan Tors produzierte Serie Daktari (89 Episoden). Tors betreute unter anderem auch die Tierserie Flipper. Susanne Hart, eine südafrikanische Tierärztin und Umweltschützerin gilt als Vorbild für Film und Serie. Über ihr Leben entstand 2007 der Dokumentarfilm Daktari – Die wahre Geschichte (The Real Daktari).
Die Serie Daktari ist vollständig auf DVD erschienen, der Pilotfilm aber bisher nur auf VHS.

## Kritiken
„Anspruchsloser Filmspaß für Kinder und Junggebliebene; Personal und Schauplatz sind identisch mit dem der Fernsehserie Daktari.“

„Liebenswerter Vorgänger der langlebigen TV-Serie ‚Daktari‘.“